# Кадієво
Каді́єво (болг. Кадиево) — село в Пловдивській області Болгарії. Входить до складу общини Родопи.

## Населення
За даними перепису населення 2011 року у селі проживали 1107 осіб, з них 274 особи (98,2%) — болгари.
Розподіл населення за віком у 2011 році:
Динаміка населення: